# Kira Shingareva
Kira Borisovna Shingareva (en russe : Кира Борисовна Шингарева, Kira Borissovna Chingareva), née le 9 janvier 1938 à Moscou (URSS) et morte le 15 septembre 2013, est une géographe russe spécialisée dans la cartographie des territoires extra-terrestres. Ses travaux permettent la cartographie de la face cachée de la Lune ainsi que de très nombreuses planètes (Mars, Vénus, Mercure) et lunes du système solaire, dont notamment Phobos. Elle œuvre au sein de l'Union astronomique internationale pour la mise en place d'un système de nomenclature planétaire. En reconnaissance de ses travaux, l'astéroïde (294595) Shingareva et le cratère lunaire Kira portent son nom.

## Biographie
Kira Shingareva naît à Moscou en 1938 dans une famille d'intellectuels : son père est ingénieur chimiste, professeur et directeur du département de cartographie,. C'est sur les conseils de ce dernier qu'elle étudie les mathématiques mais elle manque d'un point les examens finaux. Elle se tourne donc vers l'université d'État de Moscou pour la géodésie et la cartographie (ru) (MIIGAiK) dont le cursus d'astronomie comprend des mathématiques. En 1959, Kira Shingareva est diplômée d'astronomie et de géodésie du MIIGAiK. Admise en 1961 à l'université technique de Dresde, alors sous contrôle soviétique, elle y soutient son doctorat en 1974. Entre 1976 et 1978, Kira Shingareva obtient un deuxième diplôme d'économie à la Faculté des relations internationales de l'université d'État Lomonossov de Moscou. En 1992, elle est docteresse ès sciences.

### Activités administratives
Elle occupe jusqu'en 1977 le poste de scientifique principal au laboratoire de planétologie comparée de l'Institut de recherche spatiale de l'Académie des sciences avant de rejoindre le département d'économie et de commerce du MIIGAiK. Malgré la pénurie des financements due à l'échec de la sonde Mars 96 en 1996, elle assure par sa bonne gestion la continuité des recherches du laboratoire. Elle contribue également à la création du Laboratoire de recherche extraterrestre (ru), le MexLab, en 2010. Ce laboratoire, créé sur le modèle du MIIGAiK, accueille de jeunes chercheurs sans lieu de travail. Il devient rapidement l'un des principaux centres internationaux de science planétaire de Russie.

## Travaux
« Si l'on prononce les mots planète et carte ensemble, Kira Borisovna Shingareva est la figure de proue » écrit Russkij Reporter en 2010. Dans un contexte d'exploration spatiale, que la culture russe favorise, Kira Shingareva contribue à la géographie extra-terrestre du système solaire, alors terra incognita. Elle cartographie la Lune, notamment sa face cachée, Mars, Vénus et Phobos (dont elle réalise également le globe) pour le programme spatial russe et sélectionne les sites d'atterrissage des premières sondes lunaires. Elle réalise de nombreux travaux sur la géographie extra-terrestre, une de ses dernières réalisation étant un catalogue des cratères sur Phobos et une analyse de leur répartition à l'aide des SIG,,.

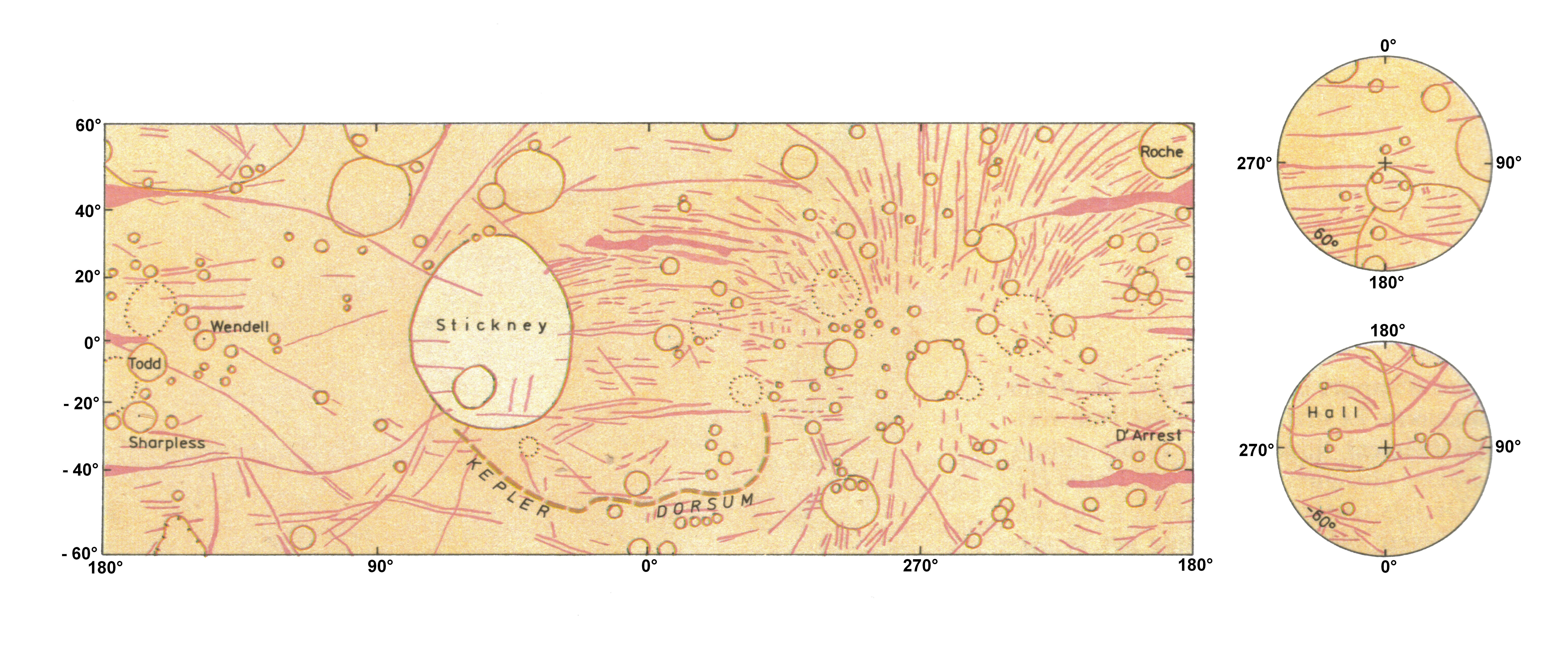
Carte schématique de la surface de Phobos

### Première cartographie de la face cachée de la Lune

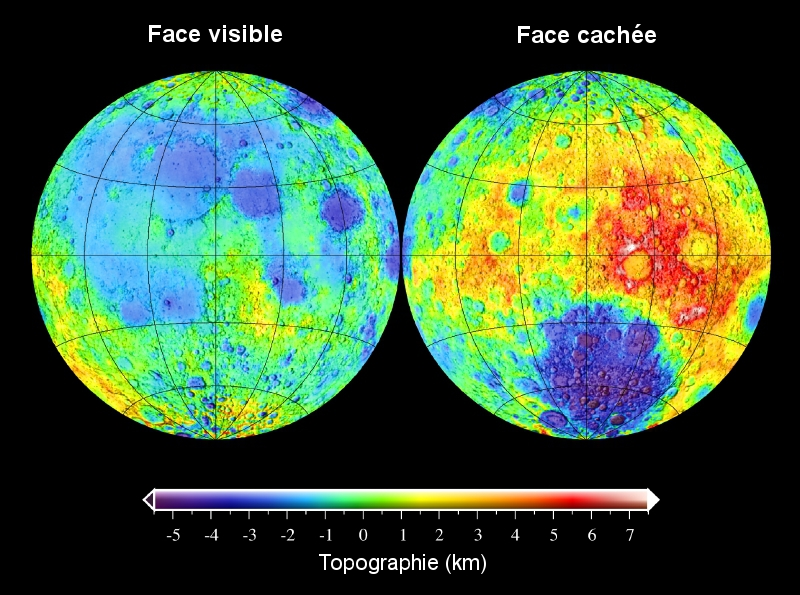
Carte topographique des faces visible (gauche) et cachée (droite) de la Lune.

À partir de la fin des années 1960, les travaux Kira Shingareva portent sur la nomenclature des noms de lieux extra-terrestres, malgré les réticences de ses collègues masculins. Il s'agit notamment de dénommer les nouvelle structures identifiées sur la surface lunaire, ce qu'elle fait avec le linguiste N. B Lavrova. En 1967, elle propose à l'Union astronomique internationale (UAI) une nouvelle nomenclature de la face cachée de la Lune, une première à l'époque,. Réalisée sur neuf feuilles avec une résolution de 1:50 000 000, elle est complétée par le premier globe de la Lune représentant 95 % de la surface lunaire à une résolution de 1:10 000 000.

### Apport à la toponymie extra-terrestre
En raison de la présence de 45 % de toponymes russes, la carte fait l'objet de blocages des États-Unis, qui recommandent que les caractéristiques topographiques soient numérotées,,. Cette présentation lance la restructuration du système de nomenclature planétaire et la production de cartes multilingues. La connaissance de l'anglais et de l'allemand par Kira Shingarevalui lui ouvre une carrière internationale dans la toponymie. Vice-présidente de la Commission de toponymie spatiale de l'Académie des sciences de Russie, co-présidente puis présidente du groupe de travail sur la cartographie planétaire de l'UAI, elle estime que les choix des toponymes planétaires doivent passer de l'UAI à une commission interdisciplinaire de l'ONU. Dans le cadre de la commission, elle s'occupe de la réalisation de cartes multilingues des planètes et de leurs lunes et d'un glossaire sur la cartographie planétaire,.

### Publication de l'Atlas des planètes terrestres et de leurs lunes

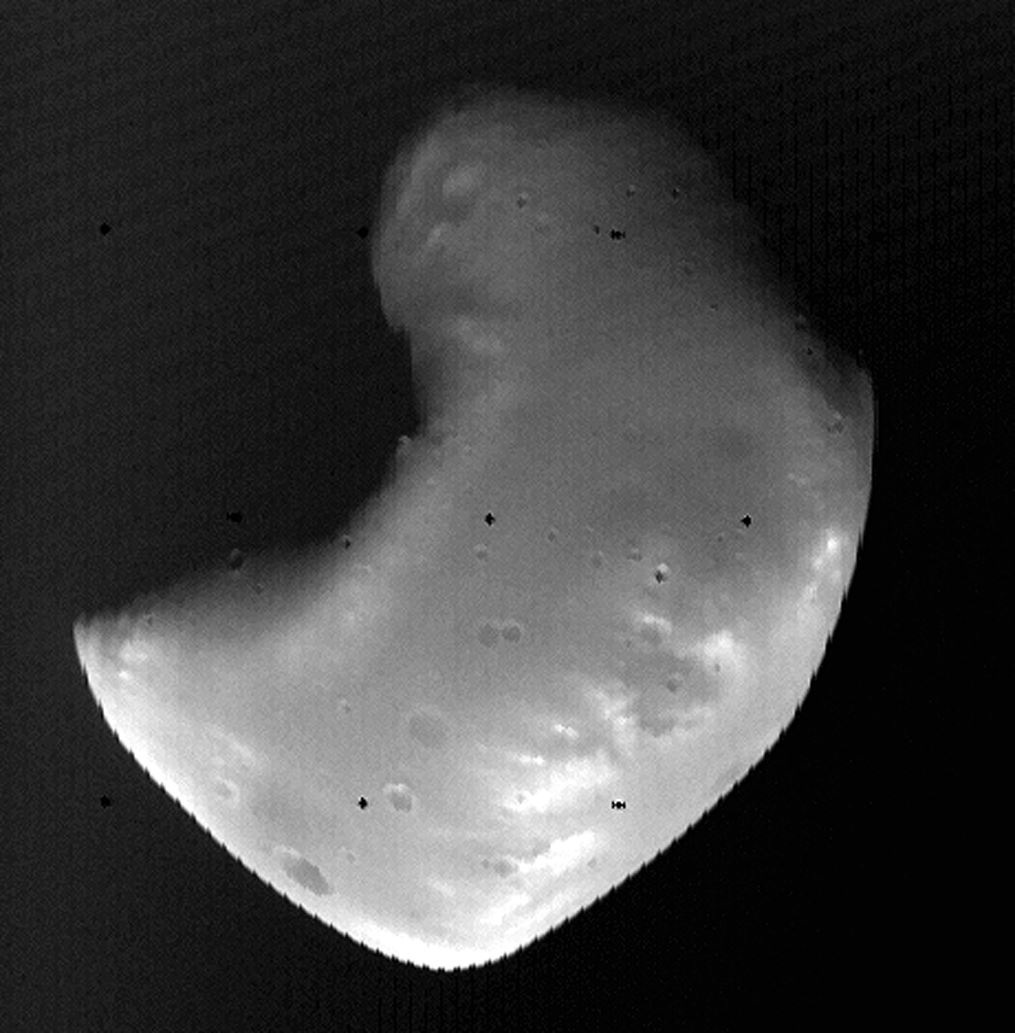
Image du satellite de Mars Déimos

Avec ses collègues, elle publie l'Atlas des planètes terrestres et de leurs lunes en 1992, fruit d'un travail de 12 années. L'ouvrage souhaite, grâce à la cartographie, diffuser à un large public national et international leurs découvertes sur les planètes. Il est suivi par la série Cartes multilingues des planètes terrestres et de leurs lunes qui comporte notamment des cartes de Mercure et Déimos. Une version est déclinée pour les scolaires, Atlas du système solaire publié en 2005. Avec Géographie des territoires extraterrestres, sorti en 2009 et dont Kira Shingareva est co-autrice, ces ouvrages sont alors la base de l'enseignement de la planétologie en Russie.

## Hommages et distinctions
Kira Shingareva est membre honoraire de l'Association cartographique internationale de 2007 jusqu'à sa mort. L'astéroïde de la ceinture principale (294595) Shingareva porte son nom,. En reconnaissance de ses remarquables contributions, le cratère lunaire Kira porte son prénom, présent de ses collègues américains.

## Publications
Kira Shingareva est l'autrice de plus de 200 publications.

### Livres
- (ru) Marov MYa, Krasnopevtseva BV et Shingareva KB, Атлас планет Земной группы и их спутников [« Atlas des planètes terrestres et de leurs lunes »], Mouscou, Miigaik,‎ 1992
- (ru) Многоязыковые карты планет и спутников [« Cartes multilingues des planètes et des satellites »]
- (en) K. B. Shingareva et E. Dorrer, Space Activity in Russia - Background, Current State, Perspectives, Universitat der Bundeswehr Munchen, 2002
- (ru) Подготовлен и издан Атлас: Астрономия. Солнечная система [« Atlas : Astronomie. Système solaire »],‎ 2005
- Henrik Hargitai et Ákos Kereszturi, Encyclopedia of planetary landforms, 2015 (ISBN 978-1-4614-3134-3, 1-4614-3134-4 et 978-1-4614-3135-0, OCLC 932166726, lire en ligne)

### Articles scientifiques
- (en) K.B. Shingareva, « Presentation on Lunar Nomenclature », Proceedings of the Thirteenth General Assembly, 17,‎ 1967
- (ru) K.B. Shingareva, « картографическая изученность лунной поверхности » [« Étude cartographique de la surface de la Lune »], серия  исследование космического пространства, vol. 5,‎ 1973
- (en) I. Karachevtseva, J. Oberst, F. Scholten et А. Konopikhin, « Cartography of the Lunokhod-1 landing site and traverse from LRO image and stereo-topographic data », Planetary and Space Science, vol. 85,‎ 1er septembre 2013, p. 175–187 (ISSN 0032-0633, DOI 10.1016/j.pss.2013.06.002, lire en ligne, consulté le 23 décembre 2021)
- (en) M. Wählisch, P. J. Stooke, I. P. Karachevtseva et R. Kirk, « Phobos and Deimos cartography », Planetary and Space Science, phobos, vol. 102,‎ 1er novembre 2014, p. 60–73 (ISSN 0032-0633, DOI 10.1016/j.pss.2013.05.012, lire en ligne, consulté le 23 décembre 2021)
- Henrik Hargitai, Chunlai Li, Zhoubin Zhang et Wei Zuo, « Chinese and Russian Language Equivalents of the IAU Gazetteer of Planetary Nomenclature: an Overview of Planetary Toponym Localization Methods », The Cartographic Journal, vol. 56, no 4,‎ 2 octobre 2019, p. 335–354 (ISSN 0008-7041, DOI 10.1179/1743277413Y.0000000051, lire en ligne, consulté le 23 décembre 2021)